# Strážske
Strážske (mađarski: Őrmező, njemački: Straschke) je grad u Košičkom kraju u istočnoj Slovačkoj. Grad upravno pripada Okrugu Michalovce.

## Zemljopis
Grad se nalazi na nadmorskoj visini od 135 metara na rijeci Laborec, a obuhvaća površinu od 24,773 km². Dijelovi grada su  Krivošťany, Pláne i  Strážske

## Povijest
U povijesnim zapisima grad se prvi put spominje 1337. godine.  

## Stanovništvo
| Godina:     | 1993. | 2003.   | 2013.   | 2023.   |
| ----------- | ----- | ------- | ------- | ------- |
| Broj ljudi: | 4444  | 4457    | 4391    | 4191    |
| Razlika:    |       | +0,29 % | -1,48 % | -4,55 % |

| Godina:     | 2022. | 2023.   |
| ----------- | ----- | ------- |
| Broj ljudi: | 4212  | 4191    |
| Razlika:    |       | -0,49 % |

Po popisu stanovništva iz 2001. godine grad je imao 4.474 stanovnika.

### Etnički sastav
- Slovaci - 96,38%
- Romi - 1,07%
- Česi -  0,87%
- Rusini - 0,45%
- Ukrajinci - 0,40%

### Religija
- rimokatolici - 63,59%
- grkokatolici - 21,77%
- ateisti - 7,58%
- pravoslavci - 2,82%
- luterani -  1,41%

## Gradovi prijatelji
- Nieporet, Poljska

## Vanjske poveznice
- Službena stranica grada

### Ostali projekti
|  | Zajednički poslužitelj ima još gradiva o temi Strážske |